# داستان‌های دوستی بل
داستان‌های دوستی بل (انگلیسی: Belle's Tales of Friendship) فیلمی در ژانر انیمیشن است که در سال ۱۹۹۹ منتشر شد. از بازیگران آن می‌توان به پیج اوهارا و رابی بنسون اشاره کرد.